# Compagnie des aventuriers d'Afrique
La Compagnie des aventuriers d'Afrique ((en) Company of Royal Adventurers Trading to Africa), appelée aussi Compagnie d'Afrique ou encore Compagnie des aventuriers royaux d'Afrique, est une compagnie anglaise qui avait pour vocation de créer des comptoirs pour le commerce des épices et des produits tropicaux sur la côte de Guinée. Son domaine s'étendait en fait du Cap Blanc jusqu'au Cap de Bonne-Espérance.

## Historique
La compagnie a été créée le 18 décembre 1661 lors de la restauration de la monarchie en Angleterre. Les droits accordés à la compagnie étaient de mille ans, soit quasiment perpétuels.
La compagnie des aventuriers d'Afrique a construit ou agrandi juste après 1660 trois forts sur la côte ghanéenne, à Anashan, Winneba et Accra. C'est l'offensive anglaise dans le secteur, entre 1661 et 1664, avec la prise aux Hollandais des forts ghanéens de Morée et Takoradi, d'Anomabu et Egya, ainsi que celui de Carolusburg aux Danois, ou celui de Gorée, plus au nord, aux Hollandais qui amena les Hollandais à s'attaquer aux colonies anglaises du Suriname.
La Compagnie des aventuriers d'Afrique a fondé des établissements tout le long du fleuve Gambie dans les années 1660 à Kassang, Brefet, Foni, Combo. Des forts furent bâtis sur la Petite-Côte, à Rufisque, Oudal et Portudal et sur la Grande côte, le long des rivières Sierra Leone et Nunez. L'île de Saint-André est rebaptisée James Island et les acheteurs portugais, qui connaissent l'intérieur des terres, sont embauchés au nombre de. Entre 1667 et 1672, elle concède son monopole à la Compagnie des aventuriers de Gambie, pour la traite en Gambie.
La Compagnie des aventuriers d'Afrique avait été précédée par d'autres Anglais, de la Guinea Company, installés à partir de 1631 à Kormantin, où ils emprisonnèrent des esclaves dans ce qui devint assez vite un fort, avec des geôles, puis la Biemba Company.
Parmi les nombreuses compagnies européennes fondées au XVIIe siècle, c'est la troisième d'origine anglaise. Elle se distingue de la Compagnie des aventuriers d’Angleterre créée en 1670 et devenue plus tard Compagnie de la baie d’Hudson, confiée au prince Rupert, et à ses dix-sept associés, dont les réunions de conseil d'administration débutaient par un discours à Messieurs les aventuriers.
La compagnie devait offrir deux éléphants au roi d'Angleterre à chaque fois que celui-ci se présentait sur son territoire. Elle fait faillite en laissant un passif de 37 000 livres sterling en 1672, l'année où son domaine est repris par la Compagnie royale d'Afrique, qui bénéficie d'un monopole et s'agrandit rapidement par la construction de forts, mais entra vite en conflit avec le parlement. En 1697, le parlement déclare le négoce d'Afrique libre et ouvert, après avoir fait échec à la création en Écosse d'une Compagnie d'Afrique et des Indes, à qui succèdera l'année suivante la Compagnie du Darién.